# 陆鸿逵
陆鸿逵（？—？），浙江乌程（今浙江湖州）人，清朝政治人物。举人出身。
同治六年七月，接替趙秉鎔。擔任江蘇宜興縣知縣署。后由廣元 (知縣)接任。曾于1870年接替田祚任嘉定县知县一职，1871年由曾绍传接任。